# 마라 제이드 스카이워커
마라 제이드 스카이워커(Mara Jade Skywalker)는 레전드 세계관에서 등장하는 인물이자 새로운 제다이 기사단의 평의회 일원이다.

## 상세
마라 제이드는 원래 은하 제국 황제의 손이었다. 쉬브 팰퍼틴이 루크 스카이워커를 죽이라는 사념이 있었으나 마라 제이드는 후에 루크 스카이워커를 만나 그와 호감에 빠지게 되고 사념때문에 갈등이 있었다. 나중에 사념으로부터 해방된다.
게임 미스테리 오브 시스에서 루크 스카이워커의 제자이자 동료인 카일 카탄이 포스의 어두운 면으로 타락하자 카탄을 어두운 면에서 해방시킨다. 9년 후 루크와 결혼을 하게 된다. 후에 그녀는 신 공화국과 신 제다이 기사단의 성립에 큰 공로를 하게 되었다.
새로운 희망 야빈 전투로부터 40년 후에 포스의 어두운 면으로 타락한 조카 제이센 솔로(다스 케이더스)에게 살해당하게 된다. 야빈 전투로부터 130여 년 후 이야기인 스타워즈: 레거시 코믹스에서 그의 후손 케이드 스카이워커 앞에 포스 고스트(포스의 영)로 등장하기도 한다.